# Antykoncepcja postkoitalna

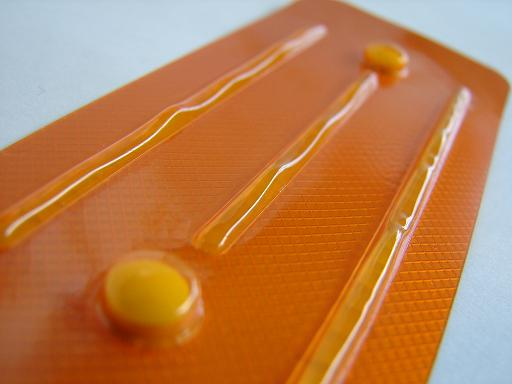
Doustna antykoncepcja postkoitalna

Antykoncepcja postkoitalna, antykoncepcja awaryjna, antykoncepcja doraźna, antykoncepcja „po”, antykoncepcja „po stosunku”, antykoncepcja ratunkowa (potocznie określana jako tabletka „po”, pigułka „po”) – środki antykoncepcyjne przyjmowane po niezabezpieczonym stosunku lub w razie nieskuteczności zastosowanej metody antykoncepcyjnej w celu uniknięcia ciąży. Antykoncepcja postkoitalna jest skuteczna wyłącznie w ciągu pierwszych pięciu dni od niezabezpieczonego stosunku płciowego. Nie wywiera ona wpływu na już zagnieżdżony embrion, nie powoduje jego uszkodzenia ani nie powoduje poronienia.

## Zastosowanie
Niepożądana ciąża, pomimo względnej dostępności skutecznych metod antykoncepcyjnych, nadal stanowi poważny problem. Antykoncepcja postkoitalna może pomóc zmniejszyć prawdopodobieństwo niepożądanej ciąży szczególnie w przypadku stosunku bez zabezpieczenia, nieskuteczności wcześniej zastosowanej metody antykoncepcji oraz w celu ochrony kobiet będących ofiarami przemocy seksualnej.
Do wskazań do zastosowania antykoncepcji postkoitalnej należy:
- stosunek płciowy bez zastosowania skutecznej metody antykoncepcji,
- nieskuteczność, awaria lub nieprawidłowe użycie metody antykoncepcyjnej:
  - pęknięcie, zsunięcie lub inne nieprawidłowe użycie prezerwatywy,
  - opuszczenie kolejnych 3 lub więcej dwuskładnikowych tabletek antykoncepcyjnych,
  - opóźnienie przyjęcia jednoskładnikowej tabletki antykoncepcyjnej (minipigułka),
  - opóźnienie przyjęcia iniekcji noretysteronu powyżej 2 tygodni,
  - opóźnienie przyjęcia iniekcji estrogenu i progestagenu powyżej 7 dni,
  - opóźnienie umieszczenia, przedwczesne usunięcie lub odłączenie dopochwowego systemu antykoncepcyjnego (tzw. pierścienia) lub plastra antykoncepcyjnego,
  - uszkodzenie, zbyt wczesne usunięcie kapturka naszyjkowego lub diafragmy,
  - wydalenie wkładki wewnątrzmacicznej lub implantu antykoncepcyjnego,
  - nieskuteczne zastosowanie stosunku przerywanego, szczególnie ejakulacja w pochwie lub w obrębie zewnętrznych narządów płciowych,
  - nieprawidłowe zastosowanie naturalnej metody antykoncepcji, szczególnie stosunek płciowy w trakcie dni płodnych bez użycia skutecznej metody antykoncepcji,
- u ofiar nadużyć seksualnych, w tym gwałtu i przymuszanego seksu.

## Metody antykoncepcji postkoitalnej

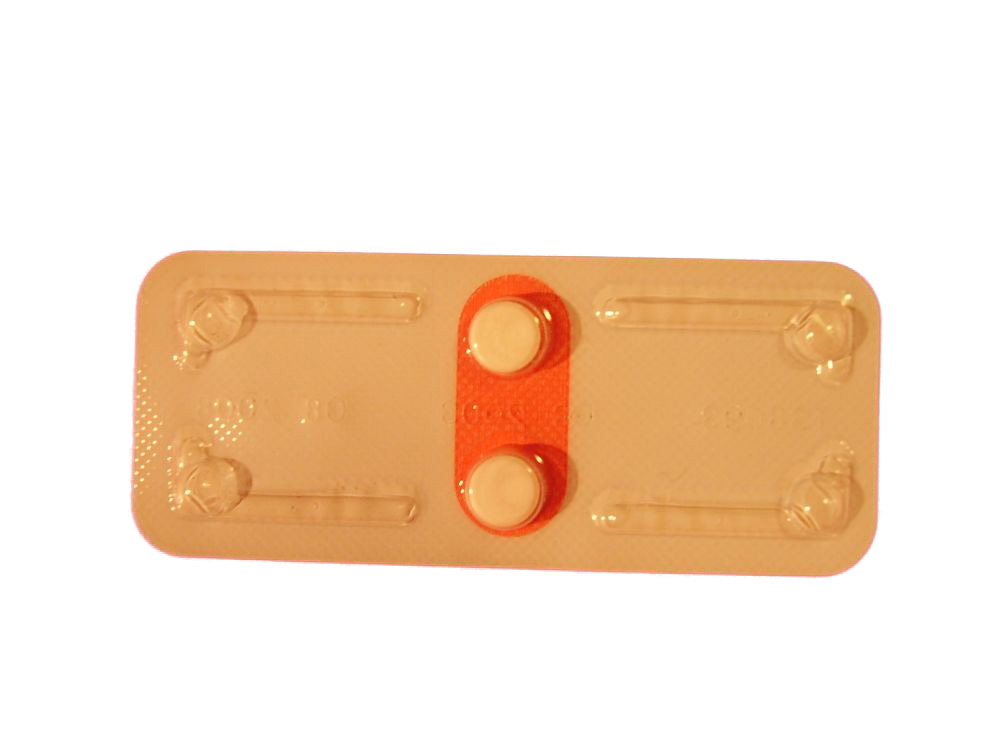
Doustna antykoncepcja postkoitalna. Lewonorgestrel może być podawany za pomocą pojedynczej dawki lub dwóch mniejszych dawek podanych w odstępie 12 godzinowym

Doustna antykoncepcja doraźna jest oparta na działaniu syntetycznego hormonu płciowego progestagenu lub poprzez selektywną modulację receptora progesteronu. Obecnie rzadziej stosuje się progestagen w połączeniu z estrogenem w metodzie Yuzpe w ramach tabletki dwuskładnikowej. Wkładka wewnątrzmaciczna zawierająca miedź założona w ciągu pięciu dni od niezabezpieczonego stosunku jest formą antykoncepcji postkoitalnej. Środki przyjmuje się jak najszybciej po stosunku, podczas którego partnerzy nie zabezpieczyli się przed niechcianą ciążą lub zastosowane zabezpieczenie zawiodło.
Doustna antykoncepcja postkoitalna nie nadaje się jako metoda rutynowej antykoncepcji, ponieważ istnieją o wiele skuteczniejsze metody antykoncepcji, takie jak doustne tabletki antykoncepcyjne. Nie ma danych dotyczących skuteczności wielokrotnego użycia doustnej antykoncepcji postkoitalnej. Jednak jeśli jest taka konieczność lewonorgestrel może być użyty więcej niż jeden raz podczas danego cyklu miesięcznego, nie zaleca się ponownego użycia octanu uliprystalu ze względu na brak danych odnośnie do skuteczności i bezpieczeństwa takiego postępowania. Po konieczności użycia antykoncepcji postkoitalnej zaleca się wdrożenie długodziałającej odwracalnej metody antykoncepcyjnej (LARC).

### Doustna antykoncepcja postkoitalna oparta wyłącznie na progestagenie
W metodzie opartej na progestagenie wykorzystuje się syntetyczny analog progesteronu – lewonorgestrel. Lewonorgestrel przyjmuje się w pojedynczej dawce wynoszącej 1,5 mg, ewentualnie w dwóch dawkach po 0,75 mg przyjętych w odstępie 12 godzin. Wykazano, że jedna dawka 1,5 mg lewonorgestrelu jest równie skuteczna co przyjęcie dwóch dawek po 0,75 mg przyjętych w odstępie 12 godzin, przy czym w obrocie farmaceutycznym dominuje forma z jedną dawką. Lewonorgestrel należy przyjąć jak najszybciej po niezabezpieczonym stosunku, optymalną skuteczność lek wykazuje do 72 godzin od stosunku, maksymalnie do 120 godzin od stosunku, jednak wówczas lek wykazuje znacząco niższą skuteczność.

### Doustna antykoncepcja postkoitalna oparta antyprogestagenach
Doustna antykoncepcja postkoitalna może być oparta na użyciu selektywnego modulatora receptora progesteronu. W praktyce klinicznej stosuje się octan uliprystalu. Lek podaje się w jednorazowej dawce 30 mg. Octan uliprystalu wykazuje skuteczność gdy zostanie podany do 120 godzin od stosunku. 
Octan uliprysalu ze względu na wyższą skuteczność i mniejsze ryzyko działań niepożądanych w porównaniu do lewonorgestrelu jest metodą antykoncepcji postkoitalnej z wyboru.

### Metoda Yuzpe
Jest to najstarsza forma antykoncepcji postkoitalnej, która została opracowana w latach 70. Metoda (schemat) Yuzpe polega na podaniu kombinacji analogu estrogenu (100–120 μg etynyloestradiolu) oraz progesteronu (0,50–0,60 mg lewonorgestrelu lub 1–1,2 mg norgesterelu) w kolejnych dwóch dawkach. Pierwszą dawkę należy przyjąć jak najszybciej po niezabezpieczonym stosunku w ciągu 72 godzin od niego, a maksymalnie w ciągu 120 godzin. Kolejna dawka leku musi być przyjęta 12 godzin później. Ze względu na niższą skuteczność i wyższy odsetek działań niepożądanych obecnie metoda nie jest już zalecana, poza sytuacją niedostępności innych metod antykoncepcji postkoitalnej. Metoda Yuzpe właściwie już została całkowicie zastąpiona przez inne metody doustnej antykoncepcji postkoitalnej – lewonorgestrel i octan uliprystalu.

### Wkładka wewnątrzmaciczna zawierająca miedź

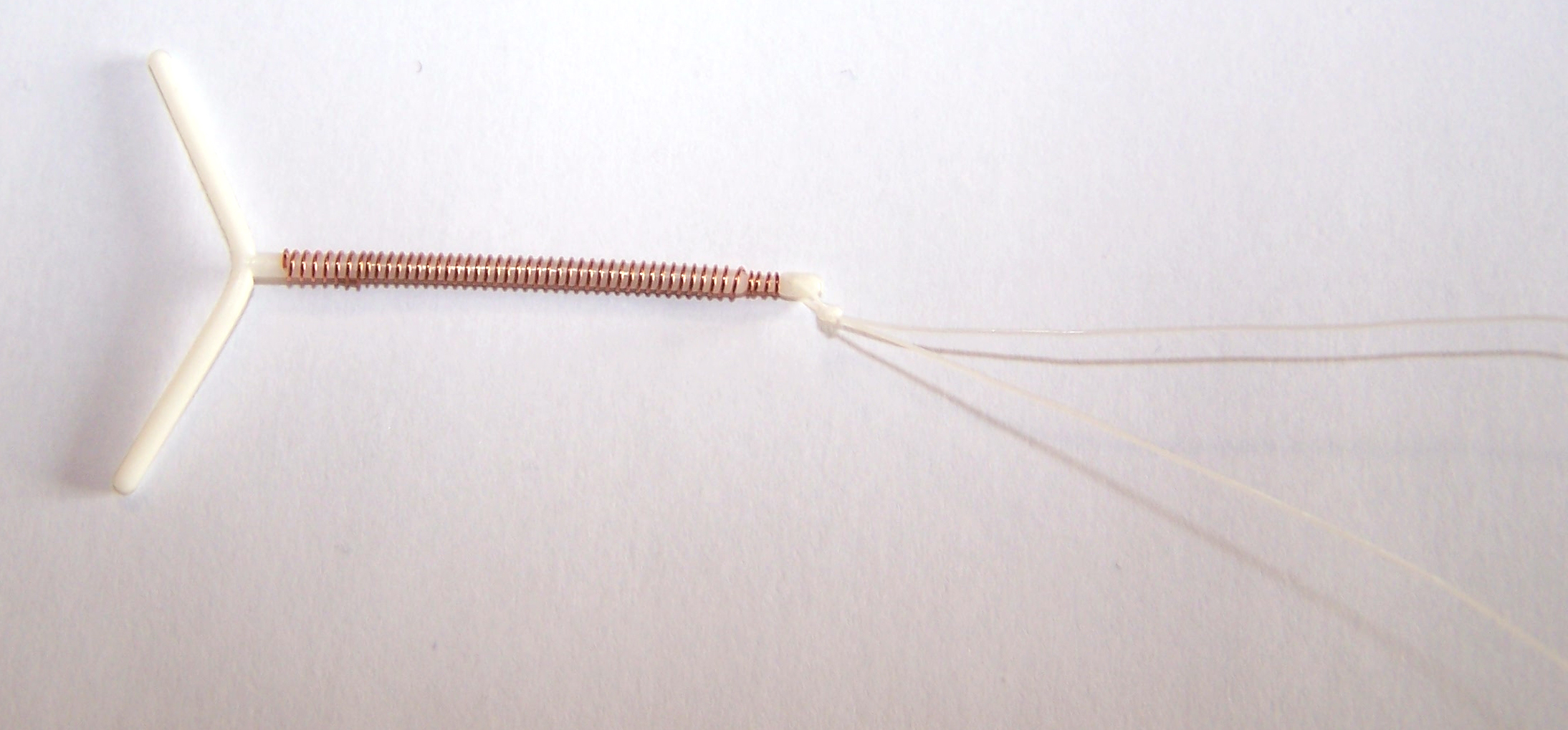
Wkładka wewnątrzmaciczna

Wkładka wewnątrzmaciczna zawierająca miedź założona w ciągu pięciu dni od niezabezpieczonego stosunku jest metodą antykoncepcji postkoitalnej. Po spełnieniu funkcji antykoncepcji postkoitalnej wkładka może być dalej utrzymywana i zapewniać długotrwałą odwracalną metodę antykoncepcji. Wkładka może być utrzymywana do 12 lat. Ograniczeniem metody jest mniejszą dostępność oraz konieczność dostępu do przeszkolonego personelu medycznego mogącego założyć wkładkę.

## Mechanizm działania
Mechanizmem działania antykoncepcji postkoitalnej jest opóźnienie owulacji poprzez zablokowanie skokowego wzrostu stężenia (piku) lutropiny (LH), hamowanie rozwoju i dojrzewania pęcherzyka dominującego oraz jego pęknięcia (owulacji). Postulowanymi dodatkowymi mechanizmami jest zmniejszenie grubości endometrium oraz wpływ na transport komórki jajowej oraz plemników. Antykoncepcja postkoitalna jest nieskuteczna po implantacji i nie wpływa na rozwój zarodka, zatem nie jest to forma wczesnej aborcji.

### Octan uliprystalu

Wartości referencyjne stężenia estradiolu, progesteronu, FSH i lutropiny w kolejnych fazach cyklu menstruacyjnego.

Podstawowym mechanizmem działania leku jest opóźnienie lub uniemożliwienie owulacji. Pojedyncza dawka leku hamuje dojrzewanie dominującego pęcherzyka i owulację. Po podaniu leku przed uwolnieniem lutropiny (LH) lub gdy jej stężenie zaczyna wzrastać powoduje on przesunięcie piku stężenia tego hormonu, co ostatecznie hamuje wzrost oraz rozwój pęcherzyka i ostatecznie opóźnia lub blokuje owulację. W przeciwieństwie do lewonorgestrelu octan uliprystalu blokuje pęknięcie pęcherzyka również w momencie początku wzrastania stężenia lutropiny. Podanie leku już w trakcie szczytu stężenia lutropiny nie daje możliwości blokady owulacji i powoduje nieskuteczność leku, dlatego aby lek mógł być skuteczny powinien zostać podany przed owulacją. W badaniu klinicznym, gdy lek podano przed owulacją wykazano zmniejszenie prawdopodobieństwa ciąży o 80%, natomiast gdy lek podano po owulacji okazał się nieskuteczny, a odsetek ciąż nie różnił się istotnie statystycznie od grupy kontrolnej bez antykoncepcji. Badanie potwierdza, że podstawowym mechanizmem działania octanu uliprystalu jest opóźnianie lub blokowanie owulacji.
Lek nie wpływa na zdolność do implantacji. W badaniu klinicznym octan uliprystalu w dawkach stosowanych w antykoncepcji postkoitalnej nie wywierał wpływu na proces implantacji embrionu. W innym badaniu klinicznym dawki od 10 mg do 100 mg octanu uliprystalu powodowały zmniejszenie grubości endometrium, przy czym wpływ na grubość endometrium niższych dawek zbliżonych do 30 mg był porównywalny do placebo, ponadto w badaniu nie oceniono czy ewentualny wpływ na grubość endometrium przy wyższych dawkach faktycznie przekłada się na proces implantacji.

### Lewonorgestrel
Lewonorgestrel jest syntetycznym analogiem progesteronu. Podstawowym i prawdopodobnie jedynym mechanizmem działania leku jest uniemożliwienie owulacji. Lewonorgestel hamuje przedowulacyjne uwalnianie lutropiny (LH) z przysadki, hamuje rozwój pęcherzyka dominującego oraz uniemożliwia owulację lub ją opóźnia. Zablokowanie owulacji jest związane z silną aktywnością gestagenną, antyestrogenową i antygonadotropową. W warunkach fizjologicznych wzrastający pęcherzyk wydziela estrogeny, które z kolei stymulują produkcję lutropiny (LH) w konsekwencji stymulacji przez gonadoliberynę (GnRH). Lewonorgestrel wywołuje w podwzgórzu hamowanie zwrotne ujemne i obniża pulsy GnRH, co zmniejsza uwalnianie LH niezbędnego do wywołania owulacji. Podanie leku w ciągu 2–3 dni przed szczytem LH powoduje zahamowanie, opóźnienie lub stępienie (spłaszczenie) szczytu LH, co przekłada się na opóźnienie rozwoju pęcherzyka dominującego lub zablokowanie owulacji, jednak gdy lek jest podany w momencie narastania stężenia LH lub w dniu jego szczytu to nie hamuje on owulacji. W dniu pojawienia się piku LH pęcherzyk dominujący osiąga średnicę powyżej około 16–18 mm i na tym etapie już doszło do zapoczątkowania procesów prowadzących do owulacji. 
Nie ma dowodów wykazujących skuteczność lewonorgestrelu w zapobieganiu ciąży poprzez aktywność na perystaltykę jajowodów czy działanie antyimplantacyjne. Progestageny, których syntetycznym analogiem jest lewonorgestrej, w warunkach fizjologicznych są hormonami podtrzymującymi ciążę, dlatego z definicji bardzo mało prawdopodobne jest hamowanie receptywności endometrium przez analogi progestagenów. Również fakt największej skuteczności przyjętego przed owulacją oraz zmniejszona skuteczność lewonorgestrelu przyjętego z opóźnieniem po owulacji także przemawia za brakiem aktywności antyimplantacyjnej.
W kilku badaniach oceniano ewentualną aktywność antyimplantacyjną lewonorgestrelu. Obecnie większość nowych badań nie potwierdza takiego efektu. W niektórych starych badaniach sugerowano wpływ lewonorgestrelu na endometrium, przy czym jednocześnie nie potwierdzono samego faktu rzeczywistego wpływu obserwowanych zmian na zakłócenie implantacji. Większość nowych badań sugeruje niewielkie lub nieistotne zmiany w endometrium i również nie potwierdzono wpływu lewonorgestrelu na receptywność endometrium. W badaniu in vitro w kulturze ludzkich komórek zrębu i nabłonka endometrium we wczesnej fazie lutealnej z lewonorgestrelem nie stwierdzono zakłócenia zdolności do przetrwania blastocyt oraz zdolności do zagnieżdżenia blastocysty. W badaniach na zwierzętach lewonorgestrel nie wykazywał wpływu na zdolność do zagnieżdżenia się zapłodnionego jaja w endometrium. W dwóch badaniach zaobserwowano brak ciąż jedynie wtedy gdy lek był przyjęty przed owulacją, a ciąże pojawiały się wyłącznie przy przyjęciu leku po owulacji.
Lek nie wywołuje poronienia ani uszkodzenia embrionu i nie jest skuteczny po implantacji. Nie stwierdzono zaburzeń rozwojowych u dzieci w wieku 2 lat, które były eksponowane na lewonorgestrel z powodu zbyt późnego jego zażycia.

Dostępne wyniki badań nie pozwalają na potwierdzenie hipotezy o wpływie lewonorgestrelu na zakłócanie implantacji lub zaburzenie receptywności endometrium. Międzynarodowa Federacja Ginekologów i Położników (The International Federation of Gynecology and Obstetrics FIGO) zajęła następujące stanowisko: 

Przegląd dowodów sugeruje, że preparaty lewonorgestrelu nie zabezpieczają przed implantacją zapłodnionej już komórki jajowej. Informacje na temat rzekomego zaburzenia implantacji zarodka nie powinny być już dalej umieszczane w ulotkach dołączanych do środków antykoncepcji postkoitalnej zawierających jedynie lewonorgestrel.

Oceniono również wpływ lewonorgestrel na funkcje plemników. Badania Kesserü i współpracowników sugerują, że lewonorgestrel w dawce 0,4 mg, będącej znacznie niższą niż antykoncepcji postkoitalnej, zaburza przemieszczanie się plemników w okresie od 3. do 9. godziny po podaniu leku, co ostatecznie zmniejsza liczbę plemników, które docierają do jamy macicy, a także wpływa na zwiększenie lepkości śluzu szyjkowego, co również hamuje przemieszczanie się plemników do jamy macicy. Późniejsze badania dowodzą, że lewonorgestrel w dawkowaniu jak w antykoncepcji postkoitalnej, prawdopodobnie nie ma wpływu na czynność plemników. Lek nie ma wpływu na reakcję akrosomalną plemników, jednak hamuje fuzję plemnika z oocytem, przy czym efekt ten prawdopodobnie nie ma znaczenia klinicznego. Efekty obserwowane przez Kesserü i współpracowników prawdopodobnie mają kliniczne znaczenie przy stosowaniu lewonorgestrelu jako antykoncepcji doustnej, a nie postkoitalnej.
Zmiana gęstości śluzu szyjkowego jest mechanizmem gestagenów w doustnej antykoncepcji, jednak podczas stosowania w ramach antykoncepcji postkoitalnej efektu nie obserwuje się w ciągu 9 godzin od przyjęcia lewonorgestrelu i prawdopodobnie nie jest to istotny mechanizm działania leku.
W kilku badaniach oceniono wpływ lewonorgestrelu na perystaltykę jajowodów. Fizjologicznie do zapłodnienia dochodzi w obrębie jajowodu, a morula pomiędzy 3 a 4 dobą migruje w kierunku jamy macicy. Teoretycznie zaburzenie perystaltyki jajowodu może wpłynąć na zaburzenie synchronizacji pomiędzy zarodkiem a endometrium. W badaniach in vitro lewonorgestrel wpływa hamująco na perystaltykę jajowodów, jednak efekt nie jest obserwowany w dawkach terapeutycznych dla antykoncepcji postkoitalnej. Jest to spójne z wynikami badań oceniających wpływ leku na ryzyko ciąży ektopowej, w których nie stwierdzono zwiększenia ryzyka wystąpienia ciąży ektopowej przy podczas stosowania lewonorgestrelu.

### Wkładka wewnątrzmaciczna zawierająca miedź
Wkładka wewnątrzmaciczna zawierająca miedź (Cu-IUS) wykazuje największą skuteczność działania w ramach antykoncepcji postkoitalnej. Głównym mechanizmem działania metody jest zapobieganie zapłodnieniu poprzez działanie toksyczne dla plemników i komórek jajowych. Metoda jest skuteczna również po zapłodnieniu, o ile proces implantacji się już nie rozpoczął, czyli wykazuje skuteczność gdy wkładka zostanie umieszczona w ciągu 120 godzin (5 dni) od owulacji lub 5 dni od niezabezpieczonego stosunku. Jony miedzi uwalniane z wkładki w płynach dróg rodnych osiągają stężenia toksyczne dla plemników. Zwiększone stężenie jonów miedzi jest również stwierdzane w wydzielinie macicy i jajowodów. Miedź zmniejsza żywotność plemników, hamuje ich ruchliwość i zdolność do reakcji akrosomalnej, brak podobnego efektu we wkładkach bez miedzi przemawia za ich związkiem z jonami miedzi, a nie z miejscową reakcją zapalną. 
Wkładka wewnątrzmaciczna zawierająca miedź wykazuje również działanie poza jamą macicy. Wkładka powoduje niszczenie komórek jajowych w jajowodzie, co dowodzi zmniejszony odzysk komórek jajowych z jajowodów u kobiet stosujących wkładkę wewnątrzmaciczną z miedzią w porównaniu z kobietami nie stosującymi takiej wkładki. Prawdopodobnie wkładka wewnątrzmaciczna zawierająca miedź wpływa również na niszczenie zapłodnionych komórek jajowych. Wkładka jako ciało obce stymuluje reakcję zapalną, ponadto jony miedzi mogą nasilać tą reakcję. Odpowiedź zapalna wywiera toksyczny wpływ na gamety, co ostatecznie zapobiega zapłodnieniu i powstawaniu embrionu. W przypadku, gdy dojdzie do zapłodnienia i powstanie embrion, reakcja zapalna modulowana poprzez wpływ jonów miedzi na cytokiny i integryny hamuje jego implantacje.

### Metoda Yuzpe
Głównym mechanizmem działania metody jest blokowanie lub hamowanie owulacji na czas przekraczający żywotność plemników. Metoda jest skuteczna wyłącznie w przypadku, gdy pęcherzyk dominujący nie jest dobrze rozwinięty. W przypadku wielkości pęcherzyka dominującego osiągającego 18–20 mm leczenie nie zapobiega owulacji i nie jest skuteczne.

## Skuteczność antykoncepcji postkoitalnej
Najskuteczniejszą metodą antykoncepcji postkoitalnej jest wkładka wewnątrzmaciczna zawierająca miedź, wśród metod doustnej antykoncepcji postkoitalnej największą skuteczność wykazuje octan uliprystalu.
Skuteczność metod antykoncepcyjnych zwykle przedstawia się jako odsetek pojawiających się ciąż pomimo stosowania danej metody antykoncepcji. W badaniach oceniających skuteczność antykoncepcji postkoitalnej skuteczność najczęściej jest przedstawiana jako odsetek unikniętych ciąż. Biorąc pod uwagę fakt, że nie każdy niezabezpieczony stosunek płciowy ostatecznie wiąże się z ciążą, taka metoda przestawiania danych wiąże się z koniecznością oszacowania ile ciąż pojawiłoby się, gdyby antykoncepcja postkoitalna nie byłaby stosowana. Jest to założenie prowadzące do znacznej nieprecyzyjności szacowania.
W badaniach klinicznych octan uliprystalu wiązał z 0,9–2,1% odsetkiem niepowodzeń metody, czyli pojawieniem się ciąży pomimo zastosowania leku. Szacuje się, że odpowiada to odsetkowi skuteczności w zapobieganiu ciąży wynoszącym około 62–85%.
W badaniach klinicznych lewonorgestrel wiązał z 0,6–3,1% odsetkiem niepowodzeń metody. W metaanalizie ośmiu badań lewonorgestrel osiągał szacowaną 74% skuteczność w zapobieganiu ciąży, ale w nowszych dwóch analizach z lepszą metodologią badań odsetek skuteczności zapobiegania ciążom wynosił odpowiednio 53% i 47%.
W dwóch randomizowanych badaniach porównano skuteczność lewonorgestrelu z octanem uliprystalu. W pierwszym badaniu bardziej skuteczny okazał się octan uliprystalu, który po podaniu w ciągu pierwszych 72 godzin od niezabezpieczonego stosunku zmniejszał prawdopodobieństwo ciąży o 65%, podczas gdy lewonorgestrel o 42%.. W drugim badaniu octan uliprystalu w większym stopniu zapobiegał ciążom, gdy był przyjęty po 72–120 godzinach od niezabezpieczonego stosunku.
Wkładka wewnątrzmaciczna zawierająca miedź jest najskuteczniejszą metodą antykoncepcji postkoitalnej. Ocenia się, że wkładka wiąże się z jedynie 0,1% odsetkiem niepowodzeń metody, czy pojawieniem się ciąży.
Skuteczność zapobiegania ciąży podczas stosowania octanu uliprystalu albo lewonorgestrelu może być zmniejszona u kobiet otyłych. Badanie kliniczne sugeruje, że lewonorgestrel może okazać się nieskuteczny przy indeksie masy ciała (BMI) wynoszącym 25 kg/m2, a octan uliprystalu przy BMI 35 kg/m2. Jednak nie zaleca się zwiększania dawki u otyłych kobiet, ponieważ nie ma dowodów na skuteczność takiego postępowania. Na skuteczność wkładki wewnątrzmacicznej nie ma wpływu masa ciała stosującej jej kobiety.  U kobiet z BMI powyżej 25 kg/m2 zaleca się octan uliprystalu lub wkładkę wewnątrzmaciczną z miedzią, ale gdy nie są one dostępne może być stosowany lewonorgestrel.

## Przeciwwskazania
Nie istnieją sytuacje w którym ryzyko ze stosowania tych leków przewyższa potencjalne korzyści z ich użycia. Przeciwwskazania dotyczące doustnej antykoncepcji nie dotyczą doustnej antykoncepcji postkoitalnej. Wiek poniżej 18 roku życia nie stanowi przeciwwskazania do żadnej metody antykoncepcji postkoitalnej. Wywiad ciąży ektopowej nie stanowi przeciwwskazania do stosowania tych środków.
Nie ma żadnych przeciwwskazań do stosowania lewonorgestrelu. Nie rekomenduje się użycia octanu uliprystalu w ciężkim zaostrzeniu astmy niekontrolowanym za pomocą doustnych glikokortykosteroidów. Zaleca się ostrożność podczas stosowania octanu uliprystalu u osób zaburzeniami czynności wątroby. Karmienie piersią nie stanowi przeciwwskazania do stosowania lewonorgestrelu, po użyciu octanu uliprystalu nie zaleca się karmienia piersią przez najbliższe 36 godzin.
Nie zaleca się stosowania wkładki wewnątrzmacicznej u kobiet, które aktualnie chorują na zapalenie narządów miednicy mniejszej, ropne zapalenie szyjki macicy, rzeżączkę i zakażenie Chlamydia trachomatis.

## Działania niepożądane
Metody antykoncepcji postkoitalnej są uważane za bezpieczne, nie wiążą się przyczynowo z żadnymi poważnymi powikłaniami, nie zaobserwowano zgonów po zastosowaniu tych środków. Występujące działania niepożądane są klasyfikowane jako łagodne i przemijające.
Najczęstszym działaniem niepożądanym stosowania doustnej antykoncepcji postkoitalnej, wynikającym z istoty mechanizmu działania leku, jest zaburzenie cyklu miesięcznego, w którym lek został podany. Większość kobiet doświadcza krwawienia miesięcznego w ciągu 7 dni od podania leku, ale bez zmiany czasu jego trwania. Nudności mogą pojawiać się u 20% leczonych lewonorgestrelem i 12% octanem uliprystalu, bardzo rzadko występują wymioty. W przypadku wystąpienia wymiotów w ciągu 3 godzin od przyjęcia leku niektórzy autorzy zalecają przyjęcie kolejnej dawki leku. Możliwe jest wystąpienie bólów głowy i zawrotów głowy.
Najczęstszym powikłaniem związanym ze stosowaniem wkładek wewnątrzmacicznych jest ból związany z umieszczeniem wkładki oraz nasilone krwawienie miesięczne. U 5% chorych dochodzi do wydalenia wkładki wewnątrzmacicznej po roku jej używania już jako długofalowej metody antykoncepcji.

## Odmowa przepisania
Na dostępność środków antykoncepcyjnych w ogólności, w tym antykoncepcji postkoitalnej, wpływają nie tylko wskazania medyczne. Chociaż organy władzy mają obowiązek zapewnić dostęp do antykoncepcji, normy prawne sankcjonują odmowę jej przepisania z innych niż medyczne przyczyn. Nie chodzi tu więc o sytuację, w której dane postępowanie byłoby dla pacjentki szkodliwe, ale o taką, w której nie ma żadnych przeciwwskazań medycznych – z medycznego punktu widzenia jak najbardziej można omawiane postępowanie zastosować, ale lekarz nie chce tego uczynić z innych powodów, np. z uwagi na swoje przekonania moralne.
Jako podstawa prawna odmowy przepisania antykoncepcji rozpatrywany jest Art. 38 ust. 1 Ustawy o zawodzie lekarza i lekarza dentysty. Pozwala on lekarzowi na odstąpienie od leczenia, jeżeli nie chodzi o przypadek nieciepiący zwłoki. Istnieją jednak zastrzeżenia, czy antykoncepcję można zaliczyć do leczenia.
Nawet jeśli nie uznać antykoncepcji za leczenie, podstawą prawną odmowy przepisania antykoncepcji może być wedle Szewczyka art. 39 wymienionej wyżej ustawy. Również Tadeusz Biesaga wymienia antykoncepcję wśród działań, których lekarz może odmówić, powołując się na ten przepis (klauzulę sumienia), jeśli uważa ją za zło, za działanie moralnie niedopuszczalne. Przepis ten nakłada na lekarza odmawiającego przepisania antykoncepcji obowiązek wskazania realnych możliwości uzyskania tego świadczenia u innego lekarza czy w innym miejscu, zamieścić odpowiednią notatkę z uzasadnieniem w dokumentacji medycznej (niekiedy prawo nakłada nań też obowiązek wcześniejszego pisemnego powiadomienia przełożonego).
Rozwiązanie takie ma za zadanie chronić integralność moralną lekarza i jego autonomię.
Kodeks Etyki Lekarskiej nakazuje zaś w art. 38 ustępie 2 udzielanie informacji o sposobach regulacji płodności. Postępowanie takie służy umożliwieniu pacjentowi postępowania zgodnie z jego przekonaniami moralnymi.

## Religie wobec antykoncepcji postkoitalnej

### Kościół katolicki
Stosowanie metod niedopuszczających do zagnieżdżenia się zarodka w macicy (czyli utrudniających lub uniemożliwiających implantację np. przez zmienienie struktury błony śluzowej trzonu macicy – endometrium) wchodzi w zakres grzechu aborcji. Kodeks prawa kanonicznego oraz Kodeks kanonów Kościołów wschodnich w przypadku spowodowania śmierci embrionu lub zygoty przewidują karę ekskomuniki.
W lutym 2013 roku odbyła się w niemieckim Kościele katolickim dyskusja na temat stosowania środków antykoncepcyjnych po stosunku w przypadku ofiar gwałtów. 21 lutego 2013 kardynał Joachim Meisner oświadczył, że w przypadku gwałtu ofiara ma prawo wykorzystać wszystkie środki w obronie przed napastnikiem (także jego nasieniem) włączając w to antykoncepcję po stosunku. Obrona przed napastnikiem nie może spowodować zniszczenia zarodka, a decyzje o tym, czy dany specyfik ma w danym przypadku działanie tylko i wyłącznie antykoncepcyjne czy niedopuszczalne antynidacyjne podejmują lekarze i naukowcy. Oświadczenie kardynała Joachima Meisnera zostało nazwane „godnym naśladowania” przez watykańskiego Prezydenta Papieskiej Akademii Życia mgr. Ignacio Carrasco de Paul.

### Świadkowie Jehowy
Świadkowie Jehowy uważają za niedopuszczalne tylko metody antykoncepcji prowadzące do poronienia oraz niezagnieżdżenia się zarodka (uważanego przez nich jako już poczętego życia) w macicy.